# Dékány Gábor
Dékány Gábor (1959. március 15. – 2016. április 9.) labdarúgó, csatár.

## Pályafutása
A Csepel csapatában mutatkozott az élvonalban 1981. március 14-én az Újpesti Dózsa ellen, ahol csapata 1–1-es döntetlent ért el. Az 1982–83-as idényben 13 góllal a csapat házi gólkirálya lett. A következő idény félidejében átigazolt az Újpesti Dózsához. Utolsó élvonalbeli mérkőzésen a Tatabányától 1–0-s vereséget szenvedett csapata.

## Sikerei, díjai
- Magyar bajnokság
  - 4.: 1982–83, 1983–84

## Statisztika

### Mérkőzései az olimpiai válogatottban
| Magyarország | Magyarország        | Magyarország         | Magyarország | Magyarország | Magyarország | Magyarország       | Magyarország | Magyarország |
| #            | Dátum               | Helyszín             | Hazai        | Eredmény     | Vendég       | Kiírás             | Gólok        | Esemény      |
| ------------ | ------------------- | -------------------- | ------------ | ------------ | ------------ | ------------------ | ------------ | ------------ |
|              | 1983. szeptember 7. | Budapest, Népstadion | Magyarország | 0 – 1        | Szovjetunió  | olimpiai selejtező | -            |              |
|              | Összesen            |                      |              | 0            | mérkőzés     |                    | 0            | gól          |